# Club al-Muthanna
El Club al-Muthanna (en àrab: نادي المثنى, Nādī al-Muṯannà) va ser una influent organització feixista panàrab, fundada a Bagdad entre el 1935 i el 1937 i que va romandre activa fins al maig de 1941, quan va fracassar el cop d'estat del pronazi Rashid Ali al-Gaylani. Va prendre el nom d'al-Muthanna ibn Hàritha, un general àrab musulmà iraquià que va dirigir forces que van ajudar a derrotar els sassànides perses a la batalla d'al-Qadisiyya. Més tard conegut com el Partit Nacional Democràtic, el Club Al-Muthanna va ser influït pel feixisme europeu i controlat per nacionalistes àrabs radicals que, segons Memòries d'Estat, de 2005, «van formar el nucli dels nous radicals» per a una coalició combinada civil i militar panàrab.

## Sami Shawkat
El 1938, a mesura que creixia el feixisme a l'Iraq, Saib Shawkat, un conegut feixista i nacionalista panàrab, va ser nomenat director general d'educació.
El Club al-Muthanna, sota la influència de l'ambaixador alemany Fritz Grobba, va desenvolupar una organització juvenil, l'Al-Futuwwa, inspirada en les línies feixistes europees i en les Joventuts Hitlerianes, va ser fundada el 1939 pel llavors director general d'educació de l'Iraq (cofundador d'Al-Muthanna) activista panàrab Saib Shawkat (amb el cofundador: Taha al-Hashimi), i estava sota la seva direcció.
També és famós pel seu discurs de 1933 «La fabricació de la mort», en el qual va predicar per la màxima vocació d'acceptar la mort per la causa panarabista, va argumentar que la capacitat de provocar i acceptar la mort en la recerca dels ideals panàrabs era la vocació més alta. S'ha dit, que el camí de Shawkat (ideologia i moviment militar juvenil), va influir en l'Exèrcit Popular i les organitzacions juvenils del Partit Baath, que va aparèixer molt més tard.

## Yunis al-Sabawi
Yunis al-Sab'awi (àrab: يونس السبعاوي, Yūnis as-Sabʿāwī), que va traduir el llibre de Hitler Mein Kampf a l'àrab a principis de la dècada de 1930, va ser actiu al Club al-Muthanna i al lideratge d'Al-Futuwwa. Va ser diputat del govern iraquià i ministre d'economia.
Shawkat, al-Sab'awi havia desenvolupat forts sentiments antijueus (antisemites), que van conduir a la tragèdia coneguda en àrab iraquià col·loquial com el Farhud («Massacre»), inspirat pel muftí al-Husayni. Com a resultat, una turba liderada pels membres del Club al-Muthanna i la seva organització juvenil va atacar la comunitat jueva de Bagdad el 1r i el 2 de juny de 1941, matant i ferint molts jueus. Yunis al-Sabawi va planejar fins i tot una matança més gran de jueus, però es va evitar perquè va ser deportat.